# Episodi di Hamburg Transit (terza stagione)
La terza stagione della serie televisiva Hamburg Transit è stata trasmessa in anteprima in Germania dalla ARD tra l'11 settembre 1973 e il 4 dicembre 1973.
| nº | Titolo originale            | Titolo italiano | Prima TV Germania | Prima TV Italia |
| -- | --------------------------- | --------------- | ----------------- | --------------- |
| 1  | Eifersucht                  | inedito         | 11 settembre 1973 | inedito         |
| 2  | Fundsache                   | inedito         | 18 settembre 1973 | inedito         |
| 3  | Vorstrafen: Eine            | inedito         | 25 settembre 1973 | inedito         |
| 4  | Sein letzter Drink          | inedito         | 2 ottobre 1973    | inedito         |
| 5  | Der Gepäckschein            | inedito         | 9 ottobre 1973    | inedito         |
| 6  | Zwölf Wochen umsonst        | inedito         | 16 ottobre 1973   | inedito         |
| 7  | Giftmüll                    | inedito         | 23 ottobre 1973   | inedito         |
| 8  | Überfall auf den Baron      | inedito         | 30 ottobre 1973   | inedito         |
| 9  | Grüner Türke                | inedito         | 6 novembre 1973   | inedito         |
| 10 | Camping mit doppeltem Boden | inedito         | 13 novembre 1973  | inedito         |
| 11 | Der Auflieger               | inedito         | 20 novembre 1973  | inedito         |
| 12 | Ein schöner Nachmittag      | inedito         | 27 novembre 1973  | inedito         |
| 13 | Das Abenteuer               | inedito         | 4 dicembre 1973   | inedito         |